# Actenoptila eucosma
Actenoptila eucosma är en fjärilsart som beskrevs av Diakonoff 1954. Actenoptila eucosma ingår i släktet Actenoptila och familjen Carposinidae. Inga underarter finns listade i Catalogue of Life.